# Nowa Dęba (gmina)
Nowa Dęba (1949–1954 i w 1973 gmina Dęba) – gmina miejsko-wiejska w województwie podkarpackim, w powiecie tarnobrzeskim. W latach 1975–1998 gmina położona była w województwie tarnobrzeskim.
Siedziba gminy to Nowa Dęba.
Według danych z 31 grudnia 2010 gminę zamieszkiwało 18 197 osób.
1 października 1976 do gminy Nowa Dęba włączono obszary sołectw Chmielów i Cygany ze zniesionej gminy wiejskiej Tarnobrzeg.

## Położenie geograficzne
Nowa Dęba położona jest w południowo-wschodniej Polsce, w rozwidleniu rzek Wisły i Sanu, w północno-wschodnim obszarze województwa podkarpackiego, na terenie powiatu tarnobrzeskiego. Od północy graniczy z miastem Tarnobrzeg, od wschodu z gminą Grębów, od południa z gminą Majdan Królewski (powiat kolbuszowski), od zachodu z gminą Baranów Sandomierski. Powierzchnia miasta i gminy wynosi łącznie 142 km², w tym 16 km² zajmuje miasto i 126 km² sołectwa.
Miasto przecina droga krajowa nr 9 Radom – Barwinek. Nowa Dęba jest drugim co do wielkości miastem powiatu, a jej położenie daje możliwość szybkiego dojazdu do wszystkich ważniejszych miast województwa. Przez teren gminy przebiegają także 3 drogi powiatowe. Zlokalizowane tu są linie kolejowe jednotorowe Ocice – Nowa Dęba – Rzeszów, Chmielów – Staszów – Kielce i Rozwadów – Chmielów – Dębica, a ponadto Linia Hutnicza Szerokotorowa. Do najbliższego lotniska pasażerskiego (Rzeszów – Jasionka) jest 48 km.

## Historia

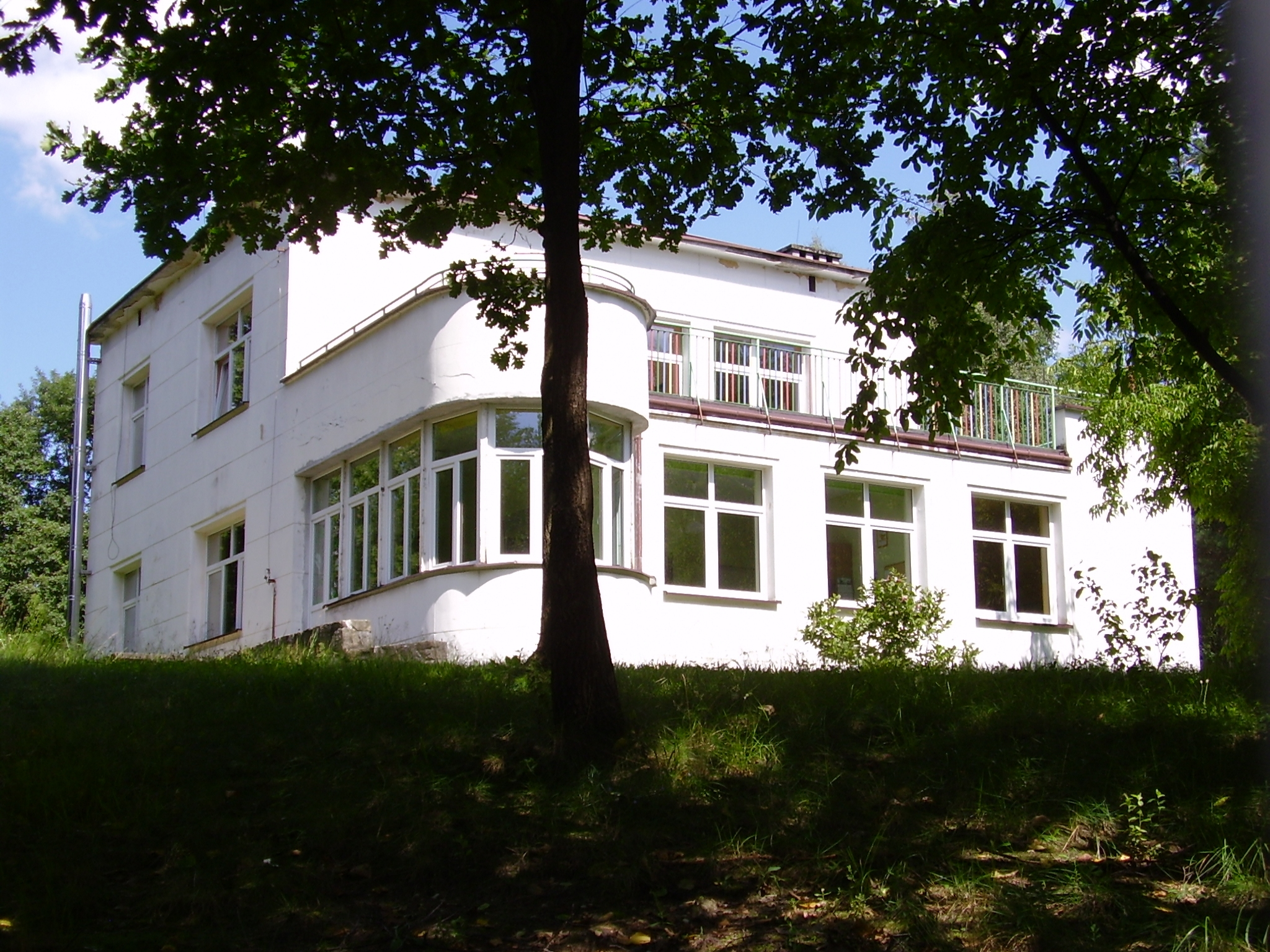
Nowa Dęba, Świetlica szkolna, tzw. Paulusówka, 2011

Powstanie miasta Nowa Dęba związane jest ściśle z utworzeniem w latach 30. XX wieku na terenie Puszczy Sandomierskiej Centralnego Okręgu Przemysłowego. Jednak początki gminy Nowa Dęba sięgają XII wieku, kiedy to na obrzeżach Puszczy Sandomierskiej powstała wieś królewska Chmielów. Na jej obrębach wyrosły przysiółki, które następnie przekształciły się we wsie: Cygany i Jadachy. W XVI i XVII wieku możny ród Tarnowskich herbu Leliwa utworzył na terenie puszczy ogromne Dominium Dzikowskie, do którego weszła wieś Dęba z przysiółkiem Poręby Dębskie (początek XVII w.), a później Tarnowska Wola, Alfredówka i Rozalin (XVIII w.). Gospodarka na tym terenie opierała się na lasach. Mieszkańcy zajmowali się pozyskiwaniem drewna, wypalaniem węgla drzewnego, potażu i popiołu, polowaniem i bartnictwem. Poprzez karczowanie lasu starano się pozyskać ziemię na pola uprawne, łąki i pastwiska. Słabej jakości ziemia nie była w stanie zapewnić wysokich plonów, co było powodem nagminnej emigracji ludności za chlebem do Austrii, Prus i Ameryki. Ówczesny właściciel hrabia Tarnowski starał się wesprzeć poddanych poprzez tworzenie małych zakładów, między innymi w Chmielowie (gdzie założono młyn, tartak oraz terpentyniarnię) oraz w Budzie Stalowskiej (stawy rybne). Odzyskanie przez Polskę niepodległości w 1918 roku nie poprawiło radykalnie sytuacji mieszkańców. Prawdziwą rewolucją na tym terenie okazały się narodziny Centralnego Okręgu Przemysłowego – największego przedsięwzięcia międzywojennej Polski. W 1927 roku rząd polski wykupił część terenu u zbiegu rzek Wisły i Sanu od hrabiego Tarnowskiego i utworzył tu poligon.
Najważniejszym wydarzeniem w historii Dęby była decyzja o budowie w ramach Centralnego Okręgu Przemysłowego Wytwórni Amunicji Nr 3. Wpływ na decyzję miał właśnie istniejący na terenie miasta poligon wojskowy, na którym można było przeprowadzać próby z amunicją, oraz bliskość zakładów przemysłu metalowego i chemicznego. Inwestycja ta finansowana była z państwowych funduszów, które pochodziły z francuskiej pożyczki zbrojeniowej. Zamierzano wybudować 16 km linii kolejowej, 32 km dróg bitych, 28 km linii wodociągowej, 18 km sieci kanalizacyjnej, 20 km gazociągów, 12 km linii elektrycznej wysokiego napięcia i 50 km linii niskiego napięcia oraz 20 km linii telefonicznej. Obok hal fabrycznych i magazynów budowana była elektrownia o mocy 2200 kW oraz wieża ciśnień. W roku 1938 rozpoczęto budowę osiedla mieszkaniowego dla przybywających z różnych stron fachowców, szczególnie kadry technicznej. Oprócz infrastruktury technicznej powstało osiedle mieszkaniowe, szkoła, szpital, stołówka i basen kąpielowy. Produkcja amunicji ruszyła w lipcu 1939 roku. Rozwój wytwórni i ściśle związanej z nią Dęby zahamował wybuch II wojny światowej. We wrześniu 1939 roku Dębę zajęli Niemcy, którzy zagospodarowali ją na własne cele wojskowe. Teren zakładu i osiedla zajęły wojska niemieckie, które przygotowują się tutaj do dalszych podbojów na wschodzie. W dawnej willi dyrektora Wytwórni Amunicji zamieszkuje generał von Paulus, bezpośrednio przygotowujący wyprawę na Związek Radziecki. Wojsko ćwiczy na poligonie, a na terenie zakładu zostają uruchomione pracujące na rzecz zakładu, warsztaty samochodowe, stolarnie, rzeźnia, fabryka konserw. Po odejściu pierwszej fali wojsk, Dęba staje się ośrodkiem ćwiczebnym, aż do wejścia wojsk radzieckich w lecie 1944 roku.
Po wojnie fabryka zostaje odbudowana ze zniszczeń wojennych (niemała w tym zasługa mieszkańców jeszcze w tym czasie osiedla i wsi Dęba) i przekształcona w przedsiębiorstwo państwowe o nazwie Zakłady Metalowe w Dębie. Na okres ten przypada intensywny rozwój zakładu i co za tym idzie Dęby. Produkowały one obok wyrobów zbrojeniowych żelazka, silniki motocyklowe, motorowerowe i łodziowe (bardzo udane konstrukcje m.in. inż. Wiatra). Osiedle kwitnie – powstają nowe szkoły, przedszkola, Dom Kultury, ośrodek wypoczynkowy „Nad Zalewem”. W 1957 roku powstał drugi ważny zakład – Spółdzielnia Inwalidów „Zjednoczenie”, która na stałe związała się z miastem, pełniąc również ważną rolę społeczną, jaką jest integracja osób niepełnosprawnych z resztą mieszkańców miasta. Ten nowy etap w historii osiedla kończy się 31 grudnia 1961 roku nadaniem praw miejskich Dębie, która zmieniła nazwę na Nowa Dęba.
Od tej pory Nowa Dęba staje się miastem, które stale szuka nowych szans na dalszy rozwój, potrafi umiejętnie wykorzystać swoje atuty. Okres rozwoju gospodarczego, który trwał przez lata siedemdziesiąte – przyniósł rozwój górnictwa, przetwórstwa siarki, przemysłu hutniczego, metalowego, zbrojeniowego, maszynowego był funkcją panującego wtedy ustroju politycznego. Wraz ze zmianami ustrojowymi w Polsce i Europie rozpoczął się trudny etap w życiu Miasta i Gminy, nowe warunki ekonomiczne narzuciły konieczność restrukturyzacji przemysłu na terenie Nowej Dęby.
W latach 1977–1982 w granicach gminy Nowa Dęba znajdował się obszar tymczasowo zniesionej gminy Majdan Królewski.
Znaczący wpływ na jej nowy rozwój miało powstanie w 1997 roku Tarnobrzeskiej Specjalnej Strefy Ekonomicznej „Euro-Park Wisłosan”, której podstrefa zlokalizowana na terenie Zakładów Metalowych „Dezamet” umożliwiła ściągnięcie inwestorów. W mieście i gminie Nowa Dęba poza strefą ekonomiczną działa ponad 800 podmiotów gospodarczych.

## Turystyka
Gmina leży na terenie dawnej Puszczy Sandomierskiej, toteż w krajobrazie dominują przede wszystkim lasy.
Najciekawszym przyrodniczo i krajobrazowo są tereny kompleksu stawów rybnych w Budzie Stalowskiej otoczone lasami, obszarami podmokłymi i łąkami o wysokich walorach ornitologiczno-wodno-leśnych, które proponowane są do objęcia projektem Unii Europejskiej Natura 2000 – ochrony ostoi przyrodniczych o znaczeniu międzynarodowym i CORINE – biotops. Kolejnym atutem tego krajobrazu jest szata roślinna. W okolicy stawów znajduje się m.in. najdalej w Europie wysunięte na południowy wschód stanowisko zimoziołu.
Obszar ten charakteryzuje się wysokim stopniem zachowania walorów krajobrazowych. Jest on również niezwykle atrakcyjny pod względem estetyki i harmonii fizjonomii krajobrazu. Łączna powierzchnia stawów i terenów je otaczających, noszących wspólną nazwę „Stawy Budy Stalowskiej”, wynosi 753,12 ha.
Na omawianym terenie występuje niezwykle cenna ornitofauna – 177 gatunków ptaków, z których na szczególną uwagę zasługują:
- gatunki ptaków z różnorodnych siedlisk wodnych, bagiennych, leśnych, łąkowych, polnych i zaroślowych;
- gatunki ptaków lęgowych;
- gatunki ptaków wodnych i bagiennych, w tym 85 gatunków podlegających ochronie;
- gatunki ptaków wymierających i najrzadszych.

Wiele z nich to gatunki bardzo rzadko występujące na terenie Polski, a szczególną atrakcję stanowią takie ptaki jak: bielik, orzeł przedni i krzykliwy, kormoran, czapla siwa i purpurowa, rybołów, perkoz oraz bocian czarny.
Z najcenniejszych gatunków ptaków należy również wymienić: wąsatkę, zielonkę, rybitwę zwyczajną, żurawia, sieweczkę obrożną, bataliona, bakasika i kulika wielkiego.
Na rozpatrywanym obszarze występują także rzadkie zbiorowiska roślinne. Są to zbiorowiska z grzybieniem białym oraz grąd mieszany świeży z zespołem grądu wschodniopolskiego. W strefie otulinowej omawianego obszaru rośnie około 70 sztuk dębów szypułkowych. Rozmiary tych drzew kwalifikują je na objęcie statusem pomników przyrody.
Na terenie gminy Nowa Dęba licznie występują rzadkie i chronione gatunki roślin takie jak: storczyk podkolan biały, bez koralowy, konwalia majowa, grzybień biały, śnieżyczka przebiśnieg, szczyr trwały, fiołek bagienny oraz rutewka orlikolistna.
Jak wspomniano Gmina Nowa Dęba stanowi ostoję wielu chronionych i rzadkich gatunków zwierząt. Do najważniejszych ssaków zaliczyć należy wilki, bobry oraz liczne gatunki zwierząt łownych. Na obszarze leśnym zinwentaryzowano również niezwykle rzadkie stanowisko modliszki. Znajduje się ono w lasach położonych po wschodniej stronie miasta Nowa Dęba.
Lasy rosnące na terenie gminy należą do dobrze utrzymanych i atrakcyjnych pod względem walorów turystycznych i rekreacyjnych zbiorowisk leśnych. Są one w większości dojrzałymi drzewostanami z licznym, interesującym starodrzewiem. Wśród nich wyróżniają się grupy starych sosen i dębów. Prawdopodobnie dzięki ograniczonej dostępności, związanej ze strefą ochrony poligonu wojskowego, było możliwe zachowanie na obszarach leśnych licznych, cennych stanowisk występowania roślin i zwierząt.
Na obszarze Gminy Nowa Dęba występują następujące obszary i obiekty podlegające różnym formom ochrony prawnej środowiska przyrodniczego:
- miejsca gniazdowania chronionych gatunków ptaków;
- pomniki przyrody;
- lasy ochronne, wodochronne oraz o funkcjach specjalnych.

W granicach gminy są wyznaczone obszary ochrony szczególnej. Dotyczy to stanowisk występowania rzadkich i chronionych gatunków ptaków oraz zwierząt w lasach Nadleśnictwa Nowa Dęba. Wiele pojedynczych obiektów przyrody ożywionej na terenie gminy jest objętych ochroną prawną. Wszelkie opracowania sozologiczne, wykonywane dla tych obszarów, również klasyfikują je jako niezwykle cenne. Krajobraz tej części gminy charakteryzuje się wysokimi walorami fizjonomicznymi i estetycznymi. Jest on w znacznym stopniu harmonijny i atrakcyjny w skali regionu, a nawet kraju.
Przez obszar gminy przebiega turystyczny zielony szlak pieszy, który prowadzi z Majdanu Królewskiego do Baranowa Sandomierskiego (w którym znajduje się jeden z najpiękniejszych w Polsce renesansowych kompleksów pałacowo-parkowych), mijając po drodze liczne zabytki kultury materialnej.

## Struktura powierzchni
Według danych z roku 2002 gmina Nowa Dęba ma obszar 142,52 km², w tym:
- użytki rolne: 35%
- użytki leśne: 46%

Gmina stanowi 27,41% powierzchni powiatu.

## Demografia

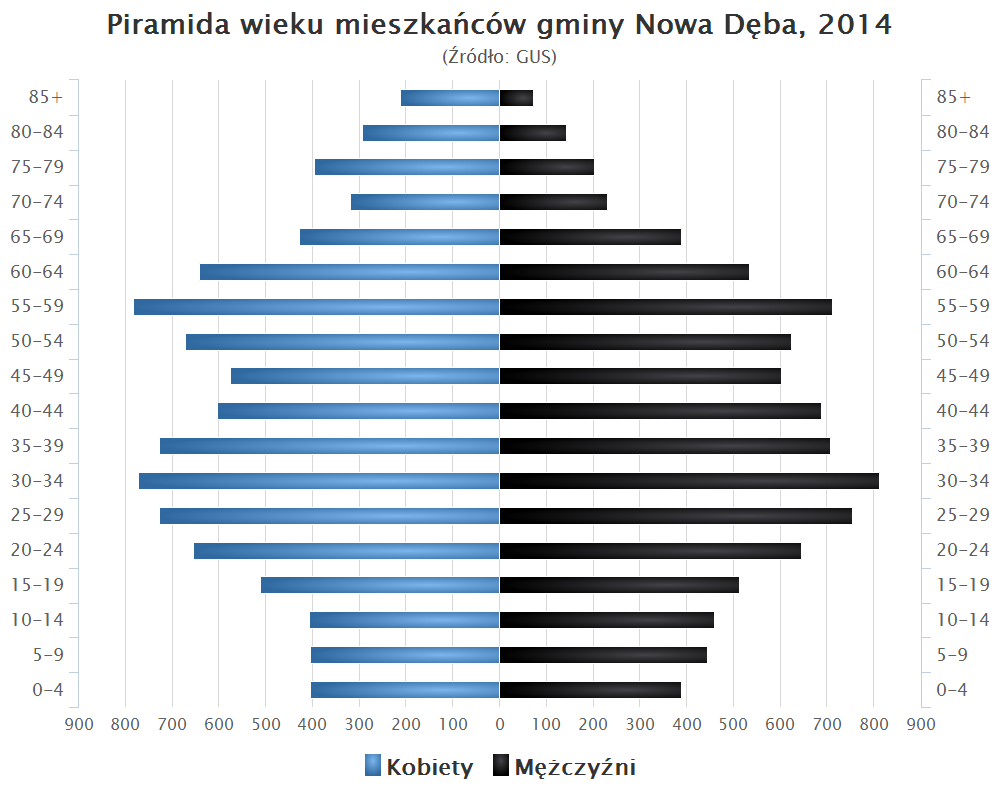
Piramida wieku mieszkańców gminy Nowa Dęba w 2014 roku

Liczba ludności (dane z 31 grudnia 2010):
|        | Ogółem | Ogółem | Kobiety | Kobiety | Mężczyźni | Mężczyźni |
| osób   | %      | osób   | %       | osób    | %         |           |
| ------ | ------ | ------ | ------- | ------- | --------- | --------- |
| Ogółem | 18 197 | 100    | 9386    | 51,58   | 8811      | 48,42     |
| Miasto | 11 237 | 61,75  | 5855    | 32,18   | 5382      | 29,58     |
| Wieś   | 6960   | 38,25  | 3531    | 19,40   | 3429      | 18,84     |

▶Wieś vs ▶miasto
Ogółem (▶k, ▶m)
Miasto (▶k, ▶m)
Wieś (▶k, ▶m)

## Honorowi Obywatele
- Anna Puget – córka Eugeniusza Kwiatkowskiego[14][15]
- Ewa Obrąpalska – córka Eugeniusza Kwiatkowskiego[14][15]
- Jan Bielecki – prawnuk Marii Konopnickiej[14][16]
- Kazimierz Bogacz – polski żołnierz, działacz podziemia niepodległościowego[14][17]

## Umowy partnerskie
Gminy partnerskie:
- Ploemeur we Francji
- Fermoy w Irlandii
- Suchowola z Ukrainy

Umowy obejmują wymianę pomiędzy mieszkańcami miast w działalności kulturalnej, sportowej i turystycznej. Współpraca obejmuje również wymianę doświadczeń w dziedzinie ochrony środowiska, rozwoju gospodarczego i gospodarki przestrzennej.

## Jednostki pomocnicze
Sołectwa: Alfredówka, Chmielów, Cygany, Jadachy, Rozalin, Tarnowska Wola

Osiedla: Broniewskiego Buda Stalowska, Dęba, Poręby Dębskie

## Sąsiednie gminy
Baranów Sandomierski, Bojanów, Grębów, Majdan Królewski, Tarnobrzeg